# Prua rovesciata

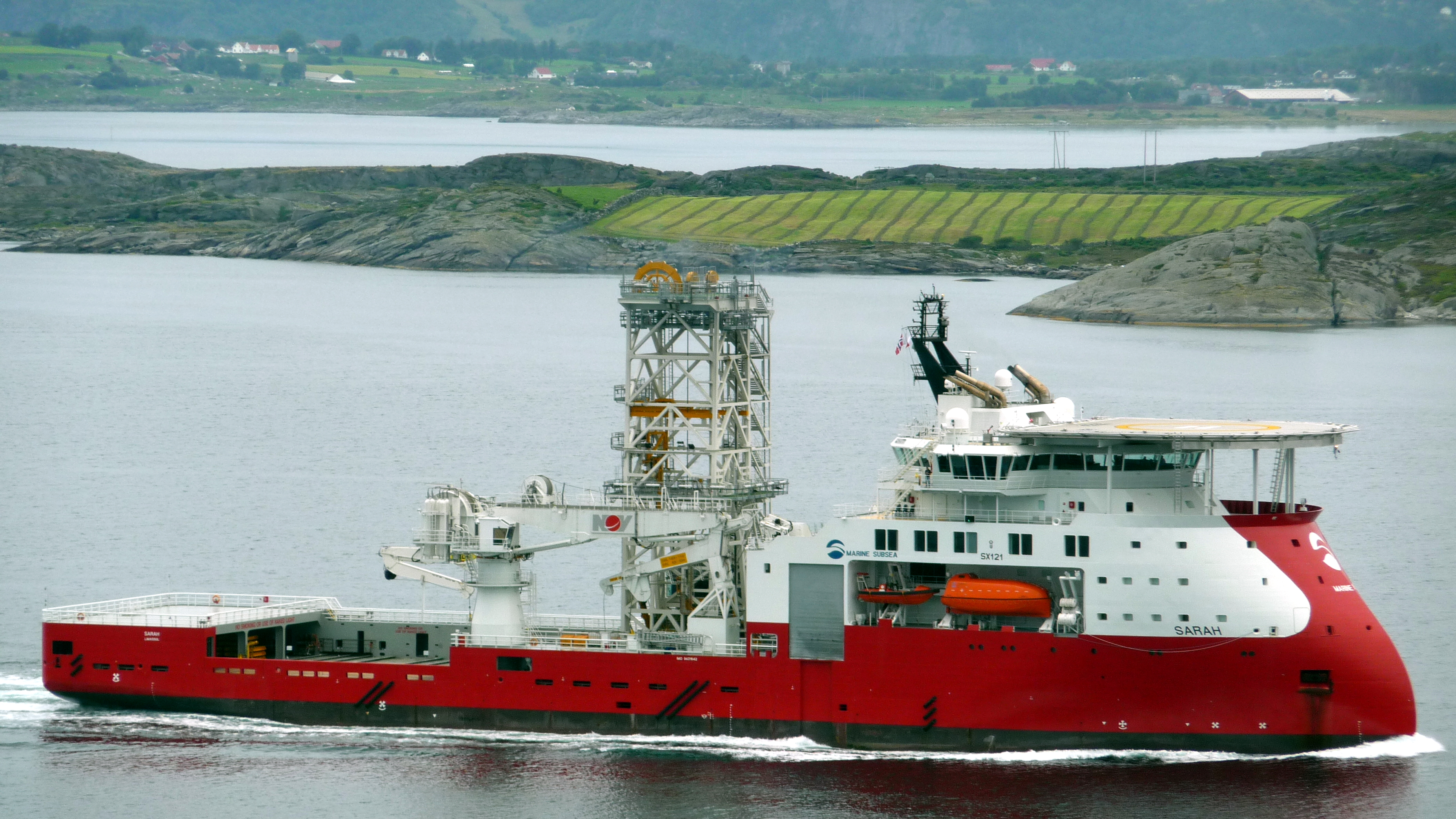
La nave per operazioni in pozzi petroliferi Sarah, che ha l'Ulstein X-Bow

Nel design nautico, una prua rovesciata (occasionalmente indicata anche come prua reversa) è la prua di una nave o di una grande barca, il cui punto più proteso non è in alto. Il risultato potrebbe in qualche modo assomigliare alla prua di un sottomarino. La prua rovesciata massimizza la lunghezza della linea di galleggiamento e, quindi, la velocità dello scafo, e spesso ha una resistenza fluidodinamica migliore rispetto alla prua normale. D'altra parte, hanno pochissima riserva di galleggiamento e tendono a immergersi sotto le onde invece di tagliarle o superarle.
Le prue rovesciate erano popolari sulle corazzate e sui grandi incrociatori all'inizio del XX secolo. Per molto tempo non vennero utilizzate, poiché i flutti arrivavano con più facilità sul ponte, dove le persone potevano essere bagnate, soprattutto ad alta velocità e in mare agitato, ma sono tornate in auge nel design delle navi moderne.

## Esempi

### M/YA

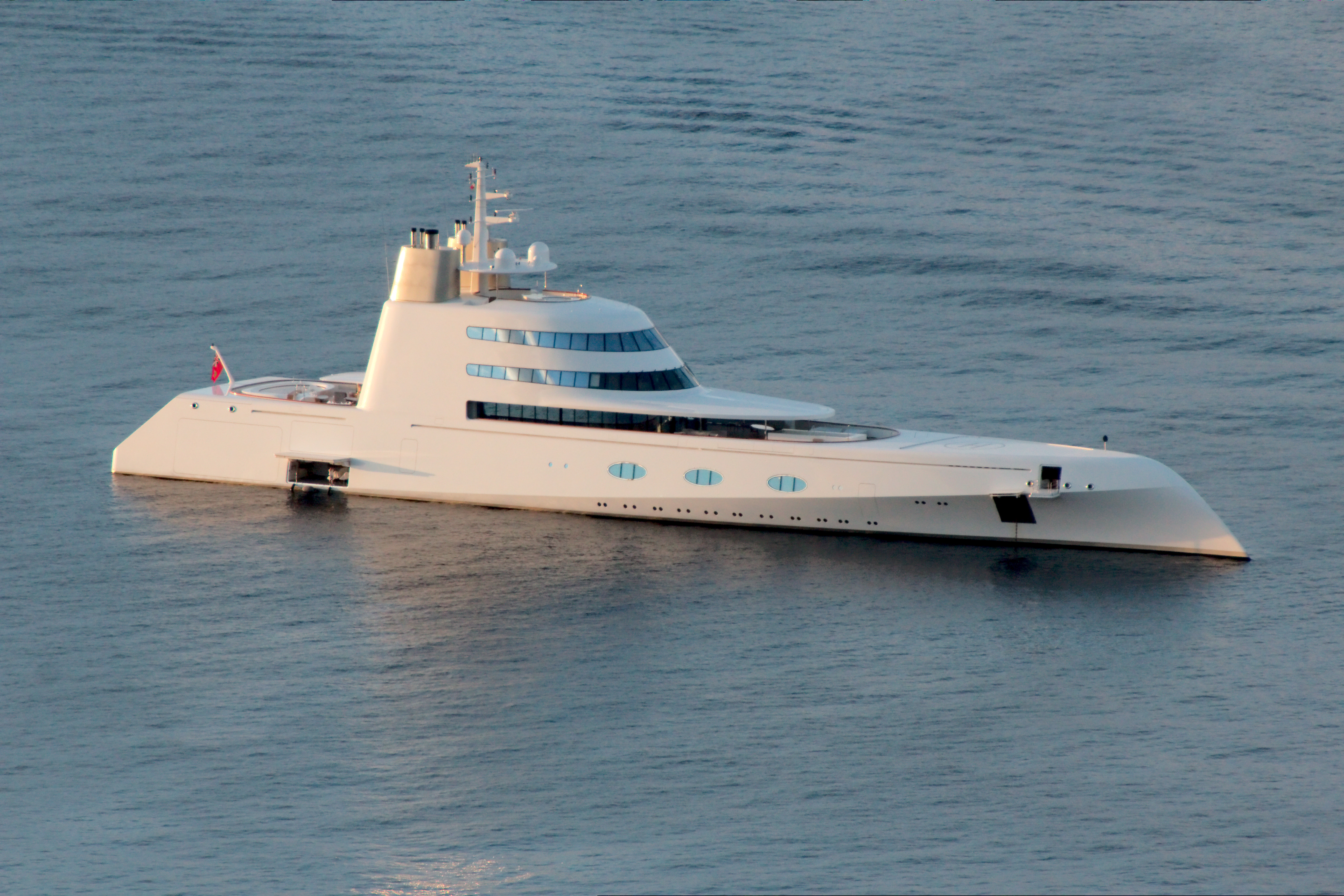
L'M/Y A in crociera a Sorrento, Italia nel 2012.

Il panfilo a motore di lusso A, lungo 119 m, ha una prua rovesciata, insieme a un design dello scafo a campanatura.

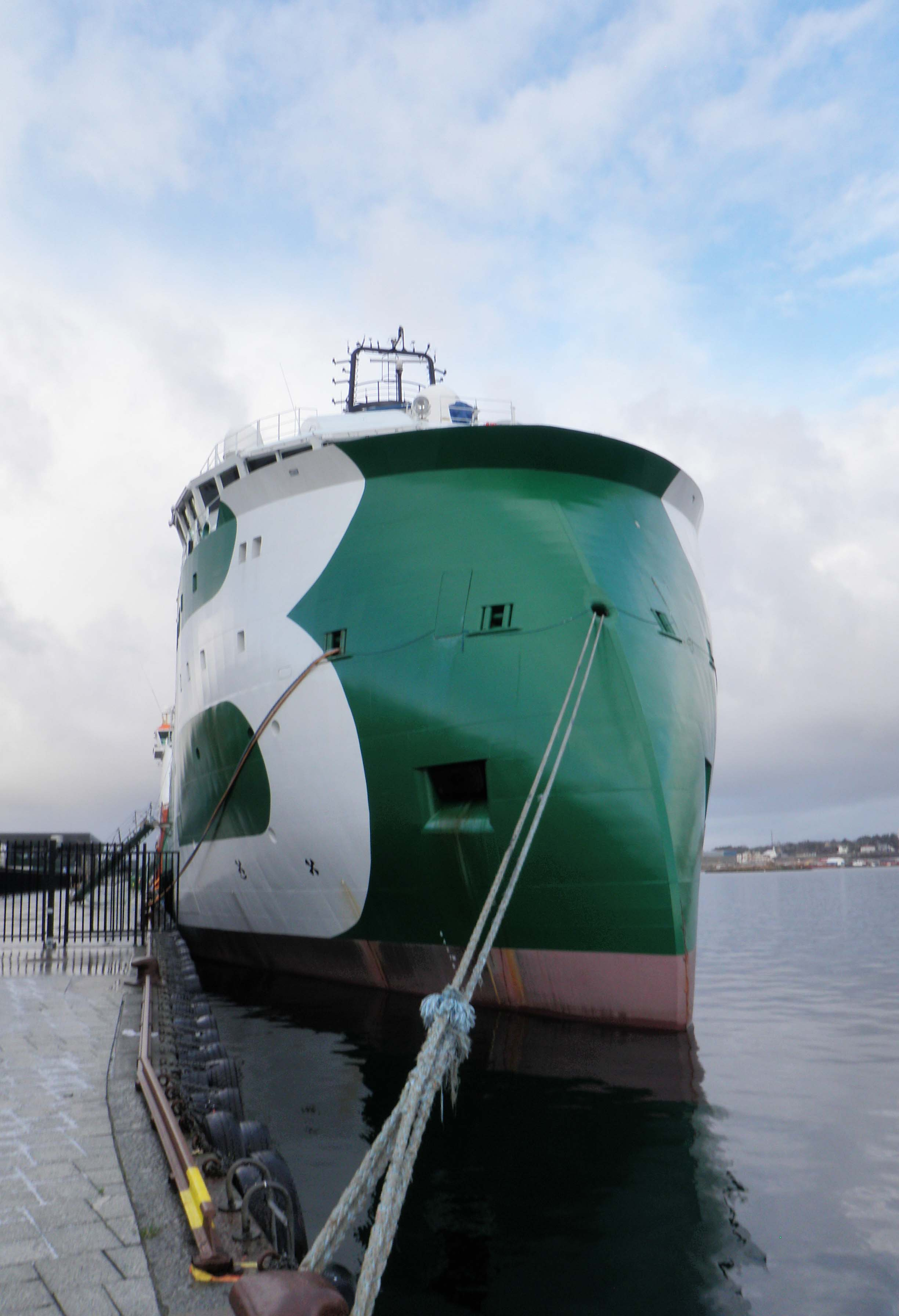
Il rimorchiatore per la movimentazione dell'ancora Bourbon Orca, mostrato nel 2012, è stata la prima nave costruita con un Ulstein X-Bow nel 2006.

### Ulstein X-Bow

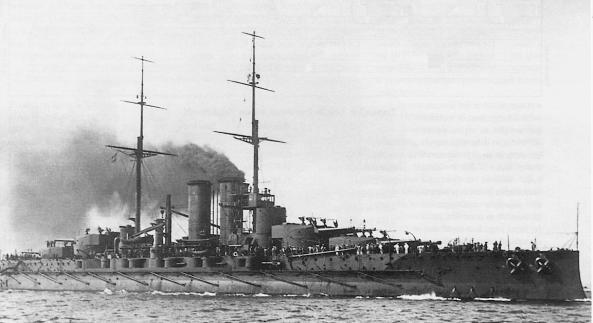
La SMS Viribus Unitis, nave tipo corazzata con la prua rovesciata, ammiraglia della marina austro-ungarica nel 1912.

L'Ulstein X-Bow (o semplicemente X-BOW) è un tipo di prua rovesciata progettata da Ulstein Group per migliorare la manovrabilità in mare mosso e per ridurre il consumo di carburante, causando una minore resistenza fluidodinamica. Ha la forma della prua di un sottomarino.
La M/N  Bourbon Orca, design AX104, è un AHTS Ulstein A-Series (AHTS) costruita per Bourbon Offshore Norway, la divisione norvegese della compagnia di navigazione francese Bourbon, ed è stata la prima nave costruita con l'Ulstein X-Bow nel 2006. È stata premiata come nave dell'anno del 2006, sia da Skipsrevyen che da Offshore Support Journal. Nel 2007, il modello di design Bourbon Orca è stato incluso nella mostra di tecnologia innovativa del Museo della scienza. Il proprietario della nave afferma che il progetto raggiunge una maggiore velocità e un movimento più calmo in mare agitato. Originariamente sviluppato per le navi petroliere e gassiere offshore, il design è entrato in nuovi tipi di bastimenti come panfili, navi da crociera e pescherecci. Nel 2017, una compagnia di crociere statunitense ordinò le prime quattro navi da crociera X-BOW per navigare nei ghiacci artici, e anche Lindblad Expeditions ordinò due di queste navi da crociera da spedizione.
Il numero di navi X-BOW ordinate al produttore e/o consegnate ha raggiunto la soglia del centinaio nel 2017. Sviluppi successivi della X-BOW sono i progetti della linea X-STERN e TWIN X-STERN.

### Cacciatorpediniere di classe Zumwalt
Anche la prua del cacciatorpediniere missilistico di tecnologia stealth di classe Zumwalt per la Marina degli Stati Uniti è rovesciata. Ha uno scafo a campanatura che perfora le onde i cui lati si inclinano verso l'interno sopra la linea di galleggiamento.

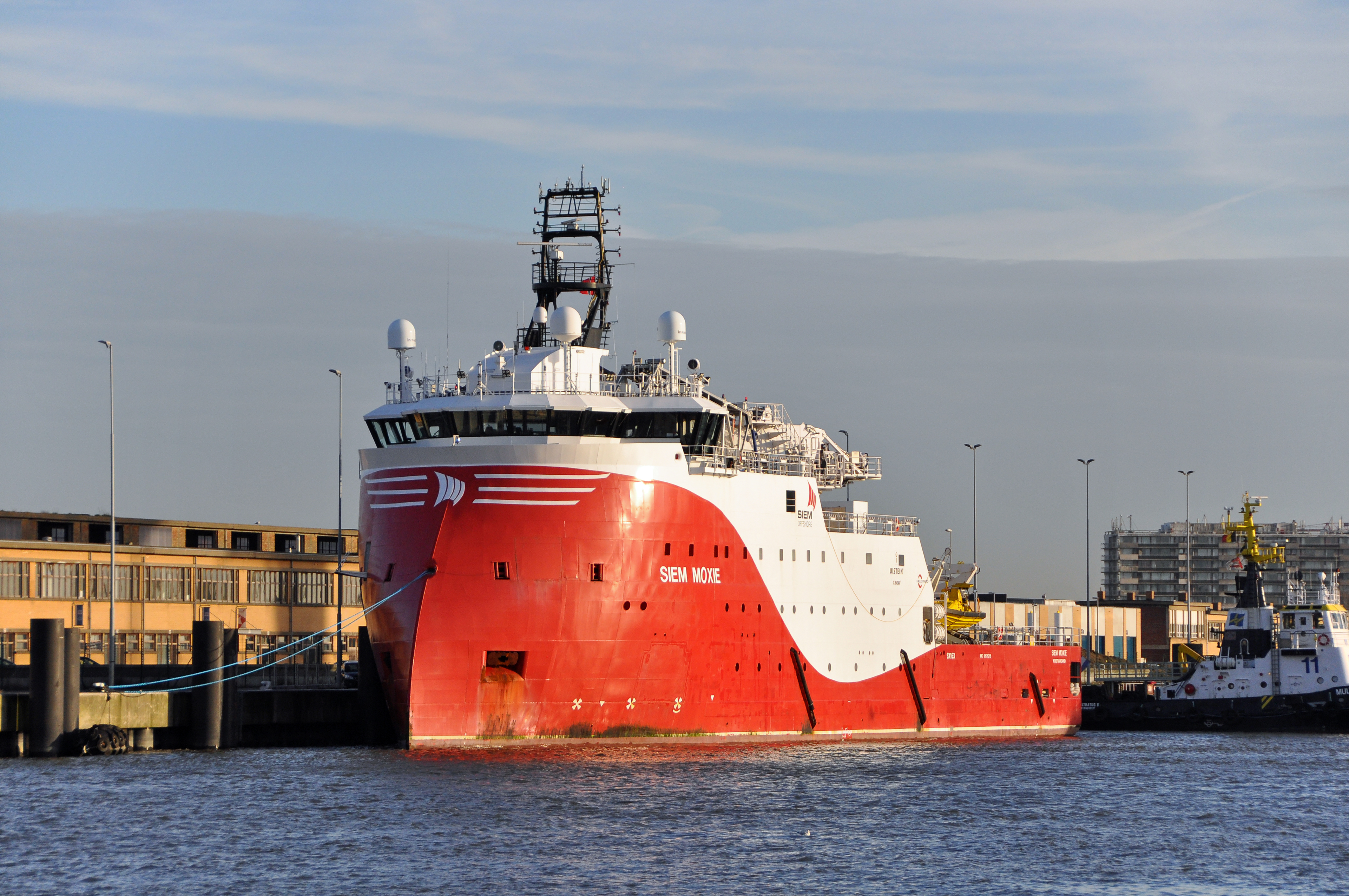
Nave di supporto offshore norvegese Siem Moxie.